# Wyżyna Bobrawska
Wyżyna Bobrawska, (czes. Bobravská vrchovina) – mezoregion w obrębie Masywu Czeskiego, leżący we wschodniej części Wyżyny Czeskomorawskiej, w obrębie Wyżyny Brneńskiej, na Morawach.
Wyżyna Bobrawska stanowi południową część Wyżyny Brneńskiej. Najwyższym wzniesieniem jest szczyt Kopeček (479 m n.p.m.). Jej granice tworzą głębokie doliny lub zapadliska (rowy). Odwadniające ją rzeki i potoki są krótkie, o dużym spadku.
Na zachodzie graniczy z Rowem Boskowickim (czes. Boskovická brázda), na północnym wschodzie z Wyżyną Drahańską (czes. Drahanská vrchovina), na południowym wschodzie z Zapadliskiem Dyjsko-Swrateckim (czes. Dyjsko-svratecký úval).
Leży w dorzeczu Dunaju. Największe rzeki, to Svratka i jej dopływ Jihlava.
Wyżyna Bobrawska zbudowana jest głównie z paleozoicznych skał magmowych brneńskiego plutonu.

## Podział
- Las Bohuticki (czes. Bohutický les)
- Las Krumlowski (czes. Krumlovský les)
- Wyżyna Hlińska (czes. Hlínská vrchovina)

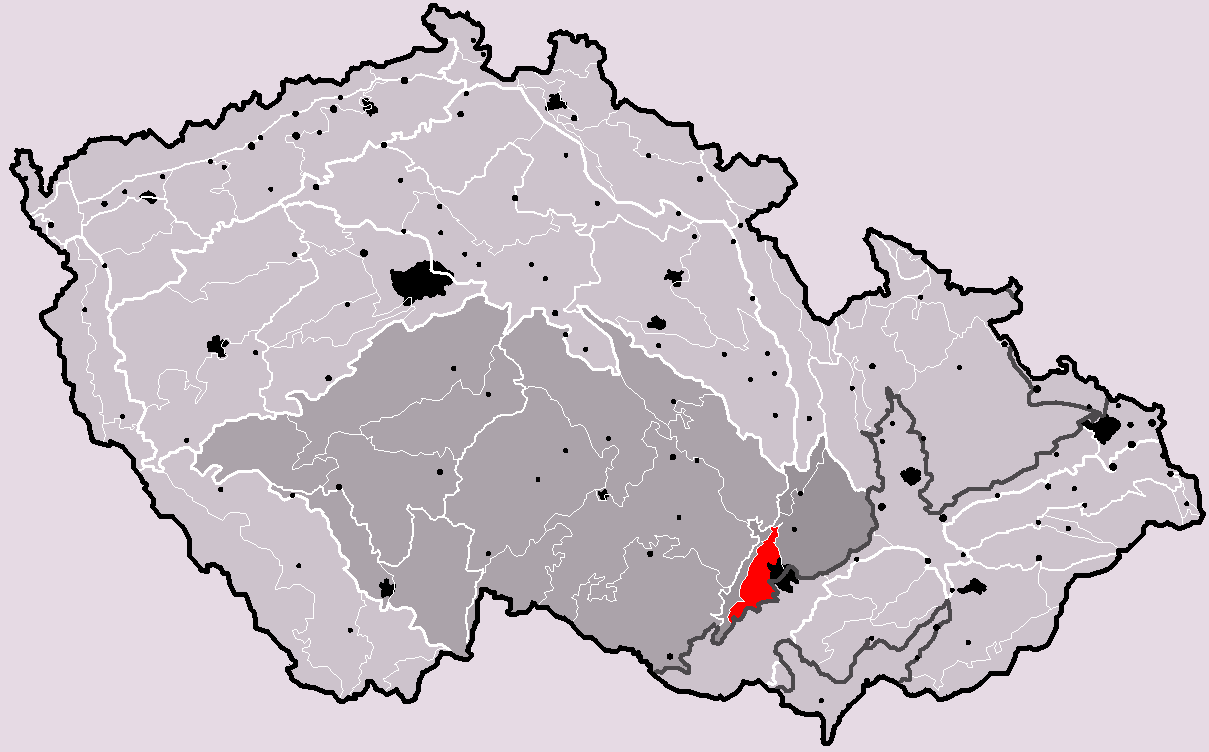
Położenie WyżRowu Boskowickiego